# Ecnomodes sagittaria
Ecnomodes sagittaria är en fjärilsart som beskrevs av Lucas 1899. Ecnomodes sagittaria ingår i släktet Ecnomodes och familjen tandspinnare. Inga underarter finns listade i Catalogue of Life.